# David Giuntoli

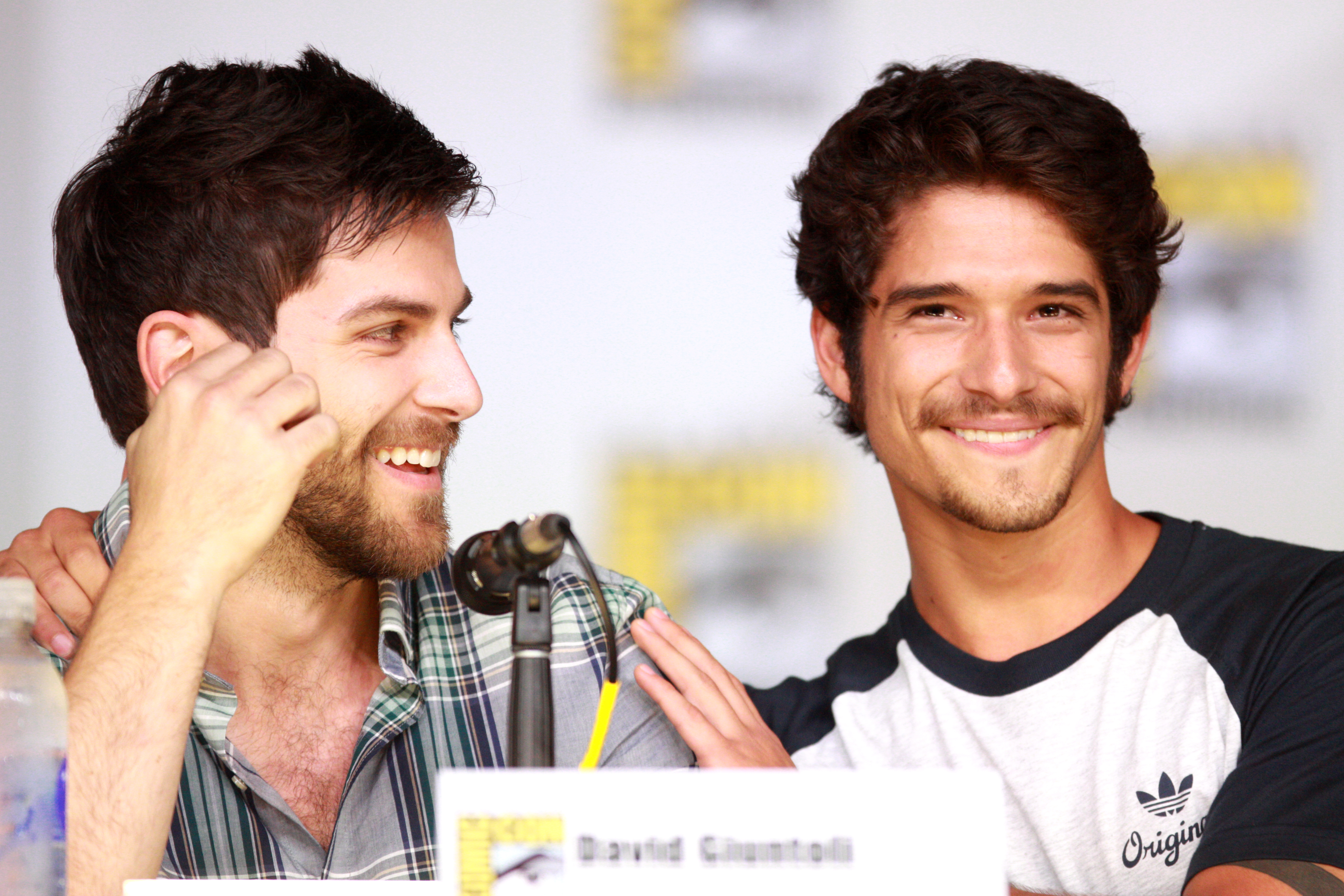
David Giuntoli i Tyler Posey (2013)

David Czarra Giuntoli (ur. 18 czerwca 1980 w Milwaukee) – amerykański aktor telewizyjny i filmowy. Przez sześć sezonów występował w głównej roli detektywa Nicka Burkhardta w serialu NBC Grimm.

## Życiorys
Urodził się 18 czerwca 1980 w Milwaukee, w stanie Wisconsin. Dorastał w Saint Louis, w Missouri, gdzie w 1998 ukończył szkołę średnią – St. Louis University High School. Jego ojciec był pochodzenia włoskiego, a dziadek ze strony matki był Polakiem. Rodzina jego babci ze strony matki pochodziła z Czech / Austrii i była etnicznie pochodzenia niemieckiego. Nazwisko Giuntoli pochodzi z Toskanii. Uczęszczał na St. Louis University High School.
W 2002 ukończył studia z zakresu przedsiębiorczości i finansów międzynarodowych na Indiana University w Bloomington. W 2003 uczestniczył w reality show Road Rules: South Pacific, realizowanym przez telewizję MTV, pojawił się także w jego kontynuacji Real World/Road Rules Challenge: The Gauntlet. W wieku 25 lat przeniósł się do Los Angeles, gdzie uczył się aktorstwa pod okiem Christophera Johna Fieldsa i dołączył do Echo Theater Company.
Debiutował w serialu Zaklinacz dusz w 2007. Pojawił się w takich serialach jak Chirurdzy, The Deep End, Privileged, Prywatna praktyka, Rozpalić Cleveland, Miłość w wielkim mieście oraz w jednej z głównych ról w pilotażowym odcinku niezrealizowanego serialu The Quinn-tuplets. Wystąpił w głównej roli w filmie MTV Turn the Beat Around. Od 2011 występował w serialu NBC Grimm, wcielając się w rolę Nicka Burkhardta – policyjnego detektywa z Portlandu i tytułowego Grimma – łowcę walczącego ze stworami rodem z baśni. Serial, w którym partnerowali mu Russell Hornsby, Silas Weir Mitchell oraz Bitsie Tulloch, okazał się sukcesem – był emitowany w piątkowe wieczory i miał sześć do ośmiu milionów telewidzów, zdobył jedną nagrodę i uzyskał kilkanaście nominacji. Giuntoli pojawił się we wszystkich 123 odcinkach w pokazywanej przez sześć sezonów produkcji.
W 2012 wystąpił w niezależnym filmie Adama Christiana Clarka Caroline and Jackie, który od premiery na Tribeca Film Festival w Nowym Jorku zbierał pozytywne opinie. W 2016 wystąpił w filmach 13 godzin: Tajna misja w Benghazi oraz Buddymoon, którego był także producentem. W 2017, w ostatnim sezonie serialu Grimm, wyreżyserował jeden z odcinków.
Od 2018 występuje w głównej roli w serialu A Million Little Things

## Filmografia
Oparte na materiale źródłowym:

### Seriale
- 2007 Zaklinacz dusz jako Rick
- 2007 Weronika Mars jako Sneed Batmen Guy
- 2008 Privileged jako Jacob Cassidy (pięć odcinków)
- 2008 Chirurdzy jako Todd Vernon
- 2008 Dowody zbrodni jako Dean London ’60
- 2008 Jednostka jako major Paul Grand
- 2008 Bez śladu jako Seth
- 2008 Bez skazy jako Evan
- 2008 Eli Stone jako Scott Colby (dwa odcinki)
- 2009 Miasto gniewu jako Brad
- 2010 Prywatna praktyka jako Daniel Woods
- 2010 The Deep End jako Jason Carpenter (dwa odcinki)
- 2010 Rozpalić Cleveland jako Tyler
- 2011 Miłość w wielkim mieście jako Jordan
- 2011–2017 Grimm jako Nick Burkhardt, detektyw i Grimm (główna rola, 123 odcinki)
- 2013 Key & Peele jako Mack
- 2014  Grimm: Meltdown jako Nick Burkhardt (główna rola, 4 odcinki)
- 2018–2023 A Million Little Things jako Eddie Saville (główna rola, 87 odcinków)

### Filmy
- 2009 Weather Girl jako James
- 2010 Turn the Beat Around jako Michael
- 2010 The Quinn-tuplets jako Martin Quinn (film telewizyjny, pilot niezrealizowanego serialu)
- 2012 Caroline and Jackie jako Ryan
- 2016 13 godzin: Tajna misja w Benghazi jako David
- 2016 Buddymoon jako Daivd